# Kerang
Kerang ist eine ländliche Gemeinde am Loddon River im nördlichen Victoria in Australien.
Kerang ist das wirtschaftliche Zentrum eines bewässerten Bezirks mit Viehzucht, Gärten und dem Anbau von Getreide und Luzerne. Es liegt 279 Kilometer nordwestlich von Melbourne am Murray Valley Highway ein paar Kilometer nördlich der Kreuzung mit dem Loddon Valley Highway auf einer Höhe von 78 Metern. Bei der Volkszählung 2016 hatte Kerang 3633 Einwohner. Im Süden des Orts liegt der Kerang Airport (IATA: KRA, ICAO: YKER).
Kerangs Wahrzeichen ist ein fliegender Ibis. Die Gegend um Kerang weist zahlreiche Seen auf und gilt als eine der bevölkerungsreichsten Ibiskolonien in der Welt mit schätzungsweise 200.000 Ibissen, die hier jedes Jahr zusammen mit vielen anderen Wasservögeln ihre Brut aufziehen. Es ist auch ein beliebtes Naherholungsziel.
Der Name Kerang leitet sich vermutlich vom indigenen australischen Wort für Kakadu ab.

## Geschichte
Die Wemba-Wemba sollen die Ureinwohner der Gegend gewesen sein. Thomas Livingstone Mitchell war 1836 der erste Europäer. Die ersten Siedler ließen sich 1845 und 1848 nieder. Richard Beyes eröffnete ein Pub an einer Furt des Flusses nahe der zukünftigen Gemeinde. Es folgten eine Sattlerei und eine Kirche. 1857 baute Woodford Patchell oberhalb der Ortschaft eine Brücke, was Verkehr von der früheren Siedlung abzog. Er eröffnete einen Laden und ein Hotel im zukünftigen Zentrum Kerangs. Patchell hieß der erste Famer im Staat, der Bewässerung nutzte und mit Hafer, Gerste, Mais, Hirse, Tabak, Zuckerrüben, Baumwolle und Zuckerrohr experimentierte. Das Postamt wurde am 29. Juli 1858 eröffnet. Ein Amt von Kerang in einiger Entfernung wurde am selben Tag in Wedderburn umbenannt.
Kerang wurde 1871 zum Shire erklärt; zu jener Zeit hatte es 109 Einwohner. Die Ankunft der Eisenbahn von Bendigo im Jahr 1884 und der Bau der Koondrook Tramway von Kerang nach Koondrook 1888 führten zu einem Wachstum; bereits 1891 war die Bevölkerungszahl auf über tausend angestiegen. Die Ausweitung der Bewässerung verbesserte die Produktivität und ließ den Ort weiter anwachsen.
Im Frühling 2010 und im Sommer 2010/2011 war Kerang von besonders schweren Überschwemmungen betroffen und Ende Januar vorübergehend vollkommen vom Wasser eingeschlossen.

## Burke und Wills
Die Expedition von Burke und Wills erreichte Kerang auf ihrer Reise durch Australien von Melbourne zum Golf von Carpentaria am Sonntag, dem 2. September 1860. Die Expedition kampierte bei der Booth & Holloway’s Tragowell Station südlich von Kerang. Am Dienstag, dem 4. September 1860 kam sie durch Kerang, überquerte den Loddon und kampierte bei Mr. Fenton’s Reedy Creek Run, das 13. Camp, seit sie Melbourne verlassen hatten.